# 上洛伊斯多夫
上洛伊斯多夫是奥地利布尔根兰州上普伦多夫县的一个市镇。总面积10.65平方公里，总人口798人，人口密度74.9人/平方公里（2001年）。